# ダーウィンの日
ダーウィンの日（ダーウィンのひ）は、1809年2月12日に誕生したチャールズ・ダーウィンを祝う記念日である。 ダーウィンの科学への貢献を呼び物とし、科学全般を促進させるための日として制定されている。ダーウィンの日は、世界で名高い。

## 歴史

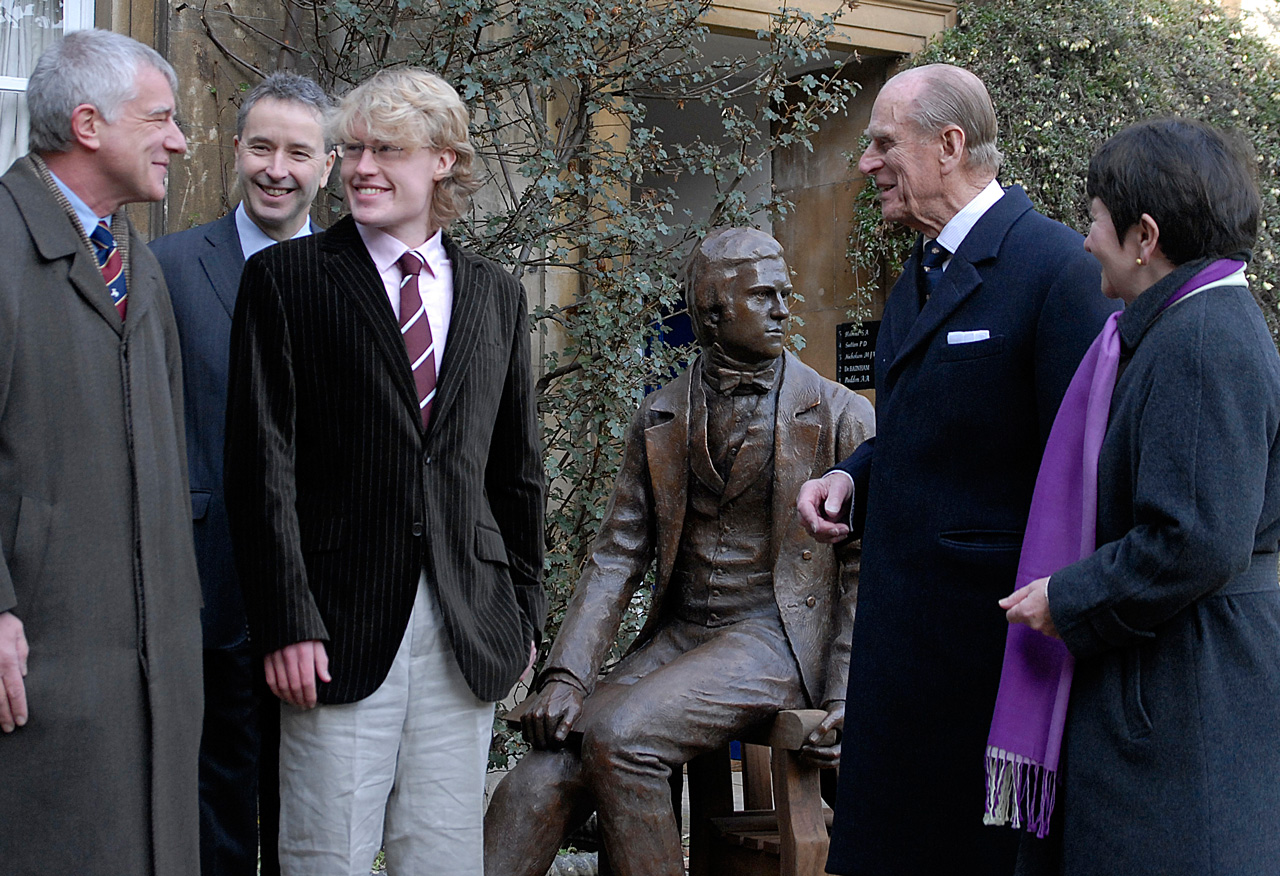
若きダーウィン像の除幕式（2009年、クライスツ・カレッジ (ケンブリッジ大学)）

ダーウィンの仕事の称賛と彼の人生に対する賛辞は、1882年4月19日に73歳で亡くなって以来散発的に組織的に行われる。1842年からダーウィンが家族とともに住んでいたロンドンの南の郊外のダウンにあるダウン・ハウスにて行事が行われた。

## ジョージア大学
ダーウィンの日は、ジョージア大学からも祝われる。
行事はフランクリン美術工芸大学によって共同となり、科学（生物科学科、オダム環境学科と細胞生物学科）は植物生物学と遺伝学で行われた。